# Зелениград
 Тази статия е за селото в България.  За селото в Кратовско, Република Македония вижте Зеленград (Община Пробищип).  За селото в Костурско, Гърция вижте Зеленград (дем Нестрам).
Зелениград е село в Западна България. То се намира в община Трън, област Перник. Името на селото се произнася по следния начин - Зелѐниград - с ударение на буквата „е“. Старите наименования на селото са: Зилани иград (Зелян град), Зеланград (Зелянград), Зелен и Зелени Градъ. Предполага се че наименованието идва от общия изглед и цвят на Знеполе, което е изпъстрено с иглолистни гори и зелени ливади.

## География
Село Зелениград се намира в планински район, по южните склонове на планината Руй, недалеч от сръбско-българската граница.
Селото е разделено условно на три махали: Прудище, Гремагье и Странска махала. Край южната част на селото протича река Ерма, която поема трите местни реки: Зеленоградска, която извира от местността Масина; река Гремагье, идваща от карста Бара и река Воинов дол извираща от местността Извор. 

## Климат
Климатът е умереноконтинентален. Поради високата надморска височина на селото, пролетта и есента са хладни, летата са прохладни, а зимите са много студени. Най-високата температура е 34°C, а най-ниската е -23°C

## История
Село Зелениград е старо, средновековно селище, регистрирано в турските документи от средата на XVI век като тимар с 16 домакинства, 5 вдовици и 2 неженени. То е вписано в списъците на джелепкешаните от 1576 г. под същото име – Зелениград към кааза Изнебол. Съществуването на селото през 1606 г. е документирано във войнушките списъци от същата кааза.
В османските регистри селото е отбелязвано като: Зилани иград в 1453 г., Зеланград (Зелянград) в 1576 г.; Зелениград в 1447 г.; Зелен в 1762 г.; Зелени Градъ в 1878 г.
Установено е, че землището на Зеленирад преди новата ера е било населено от Древните Траки. Тук те са изградили своята крепост Боипара. Тя включвала скалите на Шильи камик и е охранявала прохода Дъсчан кладенец. През римското владичество Зелениград заедно със съседните села е бил важен рударски и металодобивен център. Особено активна дейност тук е провеждана през II-IV век. След това Зеленоградската крепост изпитала готските, остготските и хунските нашествия през V век. От това време в Зелениград са намирани останки, част от които се намират в Археологическия музей в София – керамика, капители, колони, стели, надгробни плочи, бронозви чаши, метален пояс, сребърна торква, гривни, фибули и монети. Интересна е намерената каменна плоча с надпис на латински: „Елеонора поставя този паметник на своя мъж...“. И сега личат останките на крепостта, античното селище в горно Гремагье, крепостта Градище и античния каптаж Бара. По времето на цар Симеон тук е установена Знеполската епископия и са издигнати първите християнски църкви и манастири в този край.
По времето на Втората Българска държава Зелениград продължил да бъде административен център на Знеполе. Зелениград представлявал неголяма, но модерна за времето си крепост. Крепостната каменна стена с порти и кули заграждала крепостта от изток, а отвесните скали я защитавали от другите посоки. В крепостта се е намирала и скалната църква изсечена в пещера. Османците при своето нашествие разрушили този град, премахнали местното болярство и установили своята администрация в Трън. 
През 1833 година е изградена църквата „Свети Николай“, върху основите на стара, средновековна църква. От 1836 година води началото си местното, килийно училище. През 1943 година селото е електрифицирано. Училището е закрито през 1974 година поради липса на ученици.

## Археологически проучвания
В местността Камик, на скалистото възвишение непосредствено до селото от южните склонове на Руй планина археолозите открили по време на теренни проучвания през 70-те години на ХХ век праисторическо селище. На платото над високия скален масив се намират фрагменти от праисторическа керамика. Керамиката е тъмносива и кафява, с примеси от пясък. Тя е твърде натрошена и обезличена, но има и фрагменти, които археолозите отнасят към Халщатската и към Латенската епоха.
На около 0,5 км южно от селото в местността Гремагье на площ от около 5 дка. археолозите са открили археологически материали от Античността. Днес над терена се намират само незначителни фрагменти от антична строителна и битова керамика, но по данни на местни жители тук в миналото са разкривани части от стени, изградени от ломен камък с хоросанова спойка. В близост се намират и шлака и сгур, останали от интензивен металодобив.
На връх Руй, на около 6 – 7 км северно от селото в местността Жидовски камик са разкрити останките от антична крепост. Съоръжението е било изградено на най-високата част на планината, южно от върха, в непосредствена близост с него и е било доста мощно. Днес теренът е обрасъл в треви и над терена има само разпилени фрагменти от натрошени каменни квадри. Два от тях са все още запазени In situ. Те са дълги около 2 м и широки 0,90 м и са свързани с метални скоби. Тази крепост е ситуириана на изключителен стратегически пункт. От нея има видимост към цялото Знеполе и Тимошкоморавския басейн и контролът над този голям район от провинция Дакия Медитаранеа е бил много реално реализирам. Тази крепост има пряка връзка със синхроничната ѝ крепост от местността Преслъп (Берайнското селище), която също се намира на билото на планината, на югоизточния склон на връх Руй.
На платото Камик, скален масив от южните склонове на Руй планина, в местността Зад камик, посредствено над селото е била античната крепост Градище. На самото плато на площ от около 3 дка. през Античността тук е била изградена голяма крепост. Тя е разположена над тесния проход към Дъсчан кладенец – проходът, който е свързвал поречието на Морава със Знеполе, и без съмнение е предназначен за неговата охрана. Днес на терена има само фрагменти от битова и строителна антична керамика, шлака и сгур. В миналото са били запазени над земята и стени, изградени от ломен камък с хоросанова спойка. На терена са откривани долиуми, както и един надгробен паметник с латински надпис, притежание на римски гражданин и два оброчни паметника посветени на Аполон и на Небесните богове притежание на италиец и грък, които датират от II – III век. Археолозите допускат, че тук е имало митническа станция, която е контролирала пътя от Тимошкоморавския басейн за Горна Струма, но по всяка вероятност тя не е била на Градище, а в равнината под Камък. Керамичният материал, датиран от късната античност, вероятно е бил употребен като сполии.
Наблизо до крепостта се е намирал и каптажът ѝ. Тук при изкопи в миналото често са изваждани глинени тръби от водопровода, а при изграждането на новия водопровод за град Трън е разкрит и античният каптаж.
На южния склон на Руй над селото в скалния масив се намират средновековната църква и килия Царева църква и Цветаново ижле. На западната страна на скалния масив, отвесно спускащ се няколко десетки метра, през средновековието е изсечена малка църква известна като Царева църква. В близост с нея е изсечена и малка килия, позната под името Цветаново ижле. Двата скални паметника са трудно достъпни, но са запазени сравнително добре.
Скалните църкви, макар и рядко са застъпени в Знеполския район, те наследяват в повечето случаи светилища използвани от древните траки в езическите времена и тези от праисторическото население на Стародунавската цивилизация.
Антропоморфните форми на скалите около „Царева църква“, предполагат пещерата да е използвана като праисторическо светилище наследено от от траките. На „Шильи камик“ се наблюдават и следи от друго култово съоръжение, което може би е използвано в производството на руда.
Античната крепост от връх Руй и Античното селище от местността Грамагье са включени в „Списък на паметниците на културата с национално значение на територията на Област Перник“ с Протокол на СОПК от 3 февруари 1972 г.

## Културни и природни забележителности
- Храм св. Никола
- Храм св. Никола
- Храм св. Никола
- Храм св. Никола
- Царева църква
- Тупи камик
- Изглед към Царева църква и връх Руй
- Изглед към Знеполе от Царева църква
- Скалната арка при Царева църква
- Антропоморфно скално лице при Царева църква

Народната памет помни името на един манастир – „Свети Петър“, под хълма „Кръст“, върху неговите развалини са разположени къщите на фамилията Кушлини. Може да се предположи. че едновременно с манастира, източно от него до скалата, е съществувала малка църква, нещо като скит. Върху нейните основи, оцелели на височина до 2 м, през 1833 г., е издигната днешната селска черква „Св. Николай“. Тя е и една от най-старите църкви в Знеполе. Може да се предположи, че село Зелениград, което се намира в центъра на венеца от села опасващи Руй планина, всяко от които си има развалини от църква или манастир, ако не е било седалище на епископи, то поне тук е била тяхната резиденция.

## Редовни събития
Всяка година на празника Св. Дух в селото се провежда събор.

## Инициативи
През 2012 г. Сдружение „Пази местата“ и Община Трън започват работа по проекта „ИЗГРАЖДАНЕ НА БЕЗОПАСНА И УСТОЙЧИВА ТУРИСТИЧЕСКА ИНФРАСТРУКТУРА ЗА ПОСЕЩЕНИЕ НА СКАЛНО-ПЕЩЕРЕН, СВЕТИЛИЩЕН КОМПЛЕКС „ЦАРЕВА ЦЪРКВА“ СЕЛО ЗЕЛЕНИГРАД, ОБЩИНА ТРЪН, ОБЛАСТ ПЕРНИК.“ Този проект обхваща множество подготвителни и последващи посещения на скално-пещерното светилище „Царева църква“. Проектът предвижда и две основни акции за прочистване и облагородяване на пътеката стигаща до обекта.
Акциите по проекта разчистване на пътеката и поставяне на тоалетна и пейки е насрочена да се състои от 20 до 30 октомври, както и през пролетта на 2013 г. Акциите по поставяне на заслон и табели се предвиждат за изпълнение до края на месец май 2013 г.

## Други
Със заповед на министъра на околната среда и водите № РД-554 от 05.09.2008, обнародвана в Държавен вестник бр. 83 от 23.09.2008 г. с. Зелениград попада в границите на защитена зона „Руй“ с идентификационен код BG0002112. Защитената зона по Натура 2000 се обявява с цел опазване, поддържане и възстановяване на местообитанията на следните видове птици за постигане на тяхното благоприятно природозащитно състояние:
1. Съгл. чл. 6, ал. 1, т. 3 от ЗБР: бял щъркел (Ciconia ciconia), осояд (Pernis apivorus), ливаден блатар (Circus pygargus), белоопашат мишелов (Buteo rufinus), скален орел (Aquila chrysaetos), малък орел (Hieraaetus pennatus), ловен сокол (Falco cherrug), ливаден дъдрадец (Crex crex), бухал (Bubo bubo), козодой (Caprimulgus europaeus), земеродно рибарче (Alcedo atthis), синявица (Coracias garrulus), сирийски пъстър кълвач (Dendrocopos syriacus), среден пъстър кълвач (Dendrocopos medius), горска чучулига (Lullula arborea), ястребогушо коприварче (Sylvia nisoria), червеногърба сврачка (Lanius collurio), градинска овесарка (Emberiza hortulana)
2. Съгл. чл. 6, ал. 1, т. 4 от ЗБР: малък ястреб (Accipiter nisus), обикновен мишелов (Buteo buteo), черношипа ветрушка (Керкенез) (Falco tinnunculus), сокол орко (Falco subbuteo), пчелояд (Merops apiaster).[18]

В Зелениградската пещера от палеоорнитолога проф. Златозар Боев по костни останки от 2 – 4 в. н.е. са установени 9 вида птици, сред които керкенез (Falco tinnunculus), полска яребица (Perdix perdix), бухал (Bubo bubo), жълтоклюна хайдушка гарга (Pyrrhocorax graculus), чавка (Corvus monedula), както и домашна кокошка (Gallus gallus f. domestica). Намерени са и останки със същата възраст от див заек (Lepus europaeus) и червена лисица (Vulpes vulpes).